# Battaglia di Mount Longdon
La battaglia di Mount Longdon avvenne nella notte tra l'11 e il 12 giugno 1982 durante la guerra delle Falkland, combattuta tra paracadutisti britannici del 3º battaglione e truppe argentine del 7º reggimento fanteria.

## Ordine di battaglia

### Regno Unito
Le forze britanniche consistevano del terzo battaglione paracadutisti (3 PARA) sotto il tenente colonnello Hew Pike con supporto di artiglieria di sei cannoni da 105 mm del 29 Commando Regiment, Royal Artillery; il secondo battaglione paracadutisti era in riserva  (2 PARA). Fuoco di sbarramento navale venne fornito dalla fregata HMS Avenger col suo cannone da 4,5".

### Argentina
Il fulcro della difesa era il 7º Reggimento di Fanteria, inquadrato nella 10ª brigata meccanizzata, rinforzato da due plotoni di fanti di marina comandati dal Teniente de Navío (tenente di vascello) Sergio Andrés Dachary e composti da mitraglieri e tiratori scelti.